# Radice (album)
Radice è un album in studio del cantautore italiano Enzo Gragnaniello, pubblicato nel 2011.

## Tracce
1. Vasame
2. Senza na luna (Omme d'onore)
3. Nun me lassa'
4. Sto' cca pe' tte
5. Tu nun vire mai chi si
6. Sotto o mare
7. Ma tu che puo' sape'
8. St'ammore
9. Tu me' mparato
10. Comm' è amaro
11. Ma si ce stesse' a ricchezza
12. Sto cercanno
13. Indifferentemente